# Dyskinésie non kinésigénique paroxystique
La dyskinésie non kinésigénique paroxystique est une maladie génétique se caractérisant par des mouvements involontaires uni ou bilatéraux. Ces mouvements sont provoqués par l'ingestion de café, de thé, d'alcool ou de chocolat. Le stress ou l'excitation sont aussi des facteurs déclenchants. Les mouvements sont des dystonies posturales, des mouvements très violents de projection et de torsion des membres et touchant habituellement un seul membre supérieur (hémiballisme)et parfois précédés d'aura.

Ces mouvements n'apparaissent pas pendant le sommeil et ne s'accompagnent pas d'épilepsie.

Leur durée est très variable mais survient rarement plus d'une fois par jour.

L'age d'apparition de la maladie est variable et typiquement avant 10 ans mais parfois pas avant 50 ans.

Il existe une très grande variabilité dans la gravité de la maladie même dans la même famille.

## Étiologie
Mutation du gène MR1 (en) 609023 situé sur le chromosome 2 codant le régulateur de la myofibrillogéne.

## Incidence & Prévalence
Extrêmement rare

## Génétique
Quelques cas sont sporadiques mais la dyskinésie non kinésigénique paroxystique familiale se transmet de façon dominante.

## Sources
- (en) Online Mendelian Inheritance in Man, OMIM (TM). Johns Hopkins University, Baltimore, MD. MIM Number: 118800
- (en) GeneTests: Medical Genetics Information Resource (database online). Copyright, University of Washington, Seattle. 1993-2005